# ハワーズ・エンド (映画)
『ハワーズ・エンド』（Howards End）は1992年のイギリス・日本のドラマ映画。
監督はジェームズ・アイヴォリー、出演はアンソニー・ホプキンスとヴァネッサ・レッドグレーヴなど。
原作はE・M・フォースターの1910年の同名小説。
アイヴォリー監督にとっては『眺めのいい部屋』『モーリス』に続いて3度目となるフォースター文学を原作とした作品である。
第65回アカデミー賞において、作品賞をはじめとする最多9部門でノミネートされ、主演女優賞（エマ・トンプソン）、脚色賞、美術賞の3部門で受賞を果たしている。
日本では1992年7月11日に劇場初公開され、2019年9月13日から4Kデジタル・リマスター版でリバイバル上映された。

## ストーリー
20世紀初頭のイギリスを舞台に、知的中産階級で理想主義的なシュレーゲル家と現実的な実業家のウィルコックス家の2家族が田舎にあるウィルコックス家の別荘「ハワーズ・エンド」をめぐって繰り広げる運命的な人間模様を描いている。階級と価値観が正反対な両家は旅行中に親しくなり、シュレーゲル家の次女ヘレンは「ハワーズエンド」に招かれる。美しい田園風景と人々の歓待に囲まれ、ヘレンはウィルコックス家の次男ポールに一目惚れし、二人は恋に落ちる。ヘレンは姉に宛てた手紙で「婚約しました」と綴るが、この手紙の行き違いによる大騒動で物語は幕を開ける。運悪く、ロンドンのシュレーゲル家の向かいにウィルコックス家が引っ越してくる。ヘレンは失恋の痛みは癒えたものの、ウィルコックス家に会おうととしない。しかし、穏やかな姉のマーガレットは、老夫人ルースと親しくなる。現実を合理的に割り切るウィルコックス家の中で、ただひとり魂や自然の声に耳を傾けるルースとマーガレットは、お互い血の繋がりを超えて深く分かり合う。

## キャスト
※括弧内は日本語吹替
シュレーゲル家
- マーガレット・シュレーゲル: エマ・トンプソン（池田昌子）
- ヘレン・シュレーゲル: ヘレナ・ボナム＝カーター（勝生真沙子）
- ティビー・シュレーゲル: エイドリアン・ロス・マジェンティ（真殿光昭）
- ジュリーおばさん: プルネラ・スケイルズ（英語版）（斉藤昌）

ウィルコックス家
- ヘンリー・ウィルコックス: アンソニー・ホプキンス（池田勝）
- ルース・ウィルコックス: ヴァネッサ・レッドグレーヴ（竹口安芸子）
- チャールズ・ウィルコックス: ジェームズ・ウィルビー（小室正幸）
- ポール・ウィルコックス: ジョゼフ・ベネット（英語版）（二又一成）
- イヴィー・ウィルコックス: ジェマ・レッドグレイヴ（山田栄子）
- ドリー・ウィルコックス: スージー・リンデマン（安達忍） - チャールズの妻。

バスト家
- レナード・バスト: サミュエル・ウェスト（堀秀行）
- ジャッキー・バスト: ニコラ・デュフェット（英語版）（さとうあい）

その他
- 講演者: サイモン・キャロウ（小島敏彦） ※カメオ出演

## 作品の評価
Rotten Tomatoesによれば、批評家の一致した見解は「E・M・フォースターのイギリスの階級闘争の物語を見事に脚色し、全体的に卓越した演技を見せている『ハワーズ・エンド』は、マーチャント＝アイヴォリーの作品の中で最高の部類に入る。」であり、65件の評論のうち高評価は94%にあたる61件で、平均して10点満点中8.3点を得ている。
Metacriticによれば、10件の評論のうち、高評価は9件、賛否混在は1件、低評価はなく、平均して100点満点中89点を得ている。
一方、allcinemaは「穏やかで進歩的な考えを持つ二人の女性の交流の描写は心に残るが、全体にお行儀が良すぎる。」としている。

### 受賞歴
| 映画祭・賞                 | 部門                     | 候補                                                      | 結果       |
| -------------------------- | ------------------------ | --------------------------------------------------------- | ---------- |
| 第65回アカデミー賞         | 作品賞                   |                                                           | ノミネート |
| 第65回アカデミー賞         | 監督賞                   | ジェームズ・アイヴォリー                                  | ノミネート |
| 第65回アカデミー賞         | 主演女優賞               | エマ・トンプソン                                          | 受賞       |
| 第65回アカデミー賞         | 助演女優賞               | ヴァネッサ・レッドグレイヴ                                | ノミネート |
| 第65回アカデミー賞         | 脚色賞                   | ルース・プラワー・ジャブヴァーラ                          | 受賞       |
| 第65回アカデミー賞         | 作曲賞                   | リチャード・ロビンズ                                      | ノミネート |
| 第65回アカデミー賞         | 美術賞                   | イアン・ホイッティカー（美術） ルチアーナ・アリジ（装置） | 受賞       |
| 第65回アカデミー賞         | 撮影賞                   | トニー・ピアース＝ロバーツ                                | ノミネート |
| 第65回アカデミー賞         | 衣裳デザイン賞           | ジェニー・ビーヴァン ジョン・ブライト                     | ノミネート |
| 第46回英国アカデミー賞     | 作品賞                   |                                                           | 受賞       |
| 第46回英国アカデミー賞     | 監督賞                   | ジェームズ・アイヴォリー                                  | ノミネート |
| 第46回英国アカデミー賞     | 主演女優賞               | エマ・トンプソン                                          | 受賞       |
| 第46回英国アカデミー賞     | 助演男優賞               | サミュエル・ウェスト                                      | ノミネート |
| 第46回英国アカデミー賞     | 助演女優賞               | ヘレナ・ボナム＝カーター                                  | ノミネート |
| 第46回英国アカデミー賞     | 脚色賞                   | ルース・プラワー・ジャブヴァーラ                          | ノミネート |
| 第46回英国アカデミー賞     | 撮影賞                   | トニー・ピアース＝ロバーツ                                | ノミネート |
| 第46回英国アカデミー賞     | 衣裳デザイン賞           | ジェニー・ビーヴァン                                      | ノミネート |
| 第46回英国アカデミー賞     | 編集賞                   | アンドリュー・マーカス                                    | ノミネート |
| 第46回英国アカデミー賞     | メイクアップ＆ヘア賞     | クリステイーン・ベヴァリッジ                              | ノミネート |
| 第46回英国アカデミー賞     | プロダクションデザイン賞 | ルチアーナ・アリジ                                        | ノミネート |
| 第50回ゴールデングローブ賞 | 作品賞 (ドラマ部門)      |                                                           | ノミネート |
| 第50回ゴールデングローブ賞 | 監督賞                   | ジェームズ・アイヴォリー                                  | ノミネート |
| 第50回ゴールデングローブ賞 | 主演女優賞 (ドラマ部門)  | エマ・トンプソン                                          | 受賞       |
| 第50回ゴールデングローブ賞 | 脚本賞                   | ルース・プラワー・ジャブヴァーラ                          | ノミネート |
| 第45回カンヌ国際映画祭     | パルム・ドール           |                                                           | ノミネート |
| 第45回カンヌ国際映画祭     | 45周年記念賞             |                                                           | 受賞       |

## 日本語版スタッフ
- 日本語字幕：細川直子[8]